# 高阳路
高阳路是中華人民共和國上海市虹口區一條西北-東南走向道路，西北起自物華路和海拉爾路，東南至北外灘黃浦江邊，全長1000米，道路於清朝同治九年（1870年）修築，最初道路名為兆豐路（Chaoufoong Road），路名來自於外國僑民開設的公司。1943年更名為高陽路，路名來自於河北省保定市高陽縣。